# Jimlín
Jimlín (en allemand : Imling) est une commune du district de Louny, dans la région d'Ústí nad Labem, en Tchéquie. Sa population s'élevait à 898 habitants en 2021.

## Géographie
Jimlín se trouve à 5 km au nord-ouest de Cítoliby, à 6 km au sud-ouest de Louny, à 44 km au sud-ouest d'Ústí nad Labem et à 57 km au nord-ouest de Prague.
La commune est limitée par Postoloprty au nord-ouest et au nord, par Louny et Cítoliby à l'est, par Líšťany au sud-est, par Zbrašín et Hřivice au sud et par Opočno et Lipno à l'ouest.

## Histoire
La première mention historique du village date de 1265.

## Administration
La commune se compose de deux quartiers :
- Jimlín
- Zeměchy

## Transports
Par la route, Jimlín se trouve à 6 km de Louny, à 59 km d'Ústí nad Labem  et à 67 km de Prague.